# روبرت ريجيس
روبرت ريجيس (بالإنجليزية: Robert Regis)‏ هو لاعب كرة قدم بريطاني في مركز الهجوم، ولد في 24 يناير 1967 في هدرسفيلد في المملكة المتحدة. لعب مع نادي بيرنلي وهدرسفيلد تاون.